# Popgefahr
Popgefahr — студийный альбом немецкой группы De/Vision, выпущенный в 2010 году. На песню «Rage» был снят видеоклип. Тогда же группа объявила даты турне Popgefahr Tour 2010, который охватил Австрию, Данию, Швейцарию, Швецию, Россию, Польшу, Латвию, Великобританию, Финляндию и Германию, где прошла большая часть выступлений коллектива.

## Список композиций
1. «mAndroids»
2. «Rage»
3. «What’s Love All About»
4. «Time to Be Alive»
5. «Plastic Heart»
6. «Be a Light to Yourself»
7. «Ready to Die»
8. «Flash of Life»
9. «Twisted Story»
10. «Until the End of Time»

## Ограниченное издание
Специально для поклонников группы выпущено ограниченное издание в количестве 1500 штук. Оно представляет собой блестящий бокс (коробку) из твердого картона с обложкой нового альбома, в котором находится сам альбом «Popgefahr» в упаковке дигипак с буклетом, специально отпечатанным для этого издания; промосингл «Rage/Time to be Alive»; магнит на холодильник с изображением обложки альбома; USB флешка с логотипом De/Vision и эксклюзивными ремиксами; а также специальный сертификат-подтверждение эксклюзивности данного издания с порядковым номером. На коробке, сд диске указан 2009 год выпуска, и только в буклете правильно указано: запись 2009 год, выпуск — март 2010 года.

### CD — «Popgefahr»
1. «mAndroids»
2. «Rage»
3. «What’s Love All About»
4. «Time to Be Alive»
5. «Plastic Heart»
6. «Be a Light to Yourself»
7. «Ready to Die»
8. «Flash of Life»
9. «Twisted Story»
10. «Until the End of Time»

### Сингл — «Rage/Time to be Alive»
1. «Rage (Radio Cut)»
2. «Time to Be Alive (Radio Edit)»
3. «Rage (Extended Club Version)»

### USB-флэш драйв
1. «What You Deserve (Giant Killer Mix)»
2. «Life Is Suffering (Adaptor Remix)»
3. «Addict (Lars Hausmann Remix)»
4. «Star-Crossed Lovers (Lost In Space Mix)»
5. «Still Unknown (Rude Funka Mix)»
6. «My Own Worst Enemy (Intuition’s US Radio Edit)»
7. «Obey Your Heart (Handheld Mix)»
8. «Life Is Suffering (ENC Remix)»
9. «Still Unknown (What Goes Up Must Come Down Mix)»

## Синглы с альбома

### Rage/Time to be Alive
«Rage/Time to be Alive» — последний сингл группы De/Vision с альбома «Popgefahr». Композиция «Rage» была выпущена в ротацию на радио 15 января 2010 года и дебютировала в немецком альтернативном чарте на 10 месте. В феврале группа сняла видеоклип на композицию «Rage», который выложен в «myspace». 5 марта сингл появился в немецком отделении интернет-магазина ITunes. «Rage» более восьми недель держался в немецком чарте альтернативной музыки (три из них — на первом месте), 08.03.2010 г. композиция находилась на 2-м месте. 7 февраля композиция дебютировала в Немецком электронном вебчарте — German Electronic Webcharts, где сразу стала номером «один», в итоге проведя в чарте 8 недель, и четыре из них, на первом месте. Кроме того, этот сингл является частью бокс-сета «Popgefahr».
Список композиций:
1. «Rage (Radio Cut)»
2. «Time to Be Alive (Radio Edit)»
3. «Rage (Extended Club Version)»